# Проза
Проза «требует мыслей и мыслей»,
Про́за (лат. prosa — букв. целеустремлённая речь) — устная или письменная речь, без деления на соизмеримые отрезки — стихи; в противоположность поэзии её ритм опирается на приблизительную соотнесенность синтаксических конструкций (периодов, предложений, колонов). Иногда термин употребляется в качестве противопоставления художественной литературы, вообще (поэзия) литературе научной или публицистической, то есть не относящейся к искусству.

## Происхождение
В древнегреческой литературе любая художественная словесность называлась поэзией. Однако само понятие художественности в греческой культуре было неразрывно связано с ритмичностью, и, следовательно, бо́льшая часть литературных произведений имела стихотворную форму. Позже ритмически организованную речь стали называть стихом, в противопоставление речи, не связанной с ритмом. Древние римляне, продолжатели греческой культуры, стали называть её прозой. У Квинтилиана встречается выражение ōrātiō prōsa, у Сенеки — просто prōsa для обозначения речи свободной, не связанной ритмическими повторениями.
Само лат. prōsa (ōrātiō) образовано от прилагательного prōsus «прямой», «свободный» < prōrsus то же < др.-лат. prōvorsos «повёрнутый вперёд», «прямой», причастие др.-лат. глагола prōvortere «поворачивать вперёд» (> лат. prōvertere). Термин противопоставлялся иногда названию стиха — лат. versus (prōrsā et vorsā «в прозе и стихах» у Апулея).
Несмотря на кажущуюся очевидность, чёткого разграничения понятий «проза» и «поэзия» не существует. Существуют произведения, не имеющие ритма, однако разбитые на строчки и относящиеся к стихам, и наоборот, написанные в рифму и с ритмом, однако относящиеся к прозе (см. Ритмическая проза).

## История
Первыми авторами сочинений в прозе указывают Ферекида Сиросского и милетцев. Ранее также назывался Кадм из Милета.
В Древней Греции наряду с поэзией существовала и художественная проза: мифы, предания, сказки, комедии. Эти жанры не рассматривались, как поэтические, поскольку миф для древних греков был явлением не художественным, а религиозным, предание — историческим, сказка — бытовым, комедия считалась слишком приземлённой. К прозе нехудожественной относились произведения ораторские, политические, позже научные. Таким образом в античном мире, Древнем Риме и затем в средневековой Европе проза находилась на втором плане, представляя собой литературу бытовую или публицистическую, в противопоставление высокохудожественной поэзии.
Ко второй половине средних веков положение стало постепенно изменяться. Вместе с разложением сначала античного, а затем и феодального общества разлагаются постепенно поэма, трагедия, ода. В связи с развитием торговой буржуазии, её культурным и идейным ростом, на основе культуры больших городов все больше растут и развиваются прозаические жанры. Возникают повесть, новелла, вслед за ними складывается роман. Старые поэтические жанры, игравшие основную роль в литературе феодализма и рабовладельческого общества, постепенно теряют своё основное, ведущее значение, хотя отнюдь не исчезают из литературы. Однако новые жанры, играющие основную роль сначала в буржуазных стилях, а затем и во всей литературе капиталистического общества, явно тяготеют к прозе. Художественная проза начинает оспаривать у поэзии руководящее место, становится рядом с ней, а ещё позднее, к эпохе расцвета капитализма, даже оттесняет её. К XIX веку писатели-прозаики, новеллисты и романисты, становятся наиболее заметными фигурами в художественной литературе, давая обществу те большие типические обобщения, которые в эпоху торжества поэзии дали создатели поэм и трагедий.

## Литературные жанры в прозе
Несмотря на то, что понятие жанра определяет содержание произведения, а не его форму, большинство жанров тяготеет либо к поэтическому написанию (поэмы, пьесы), либо к прозе (романы, повести). Такое деление тем не менее нельзя воспринимать буквально, так как существует множество примеров, когда произведения различных жанров писались в необычных для них форме. Примерами этого могут служить романы и новеллы русских поэтов, написанные в стихотворной форме: «Граф Нулин», «Домик в Коломне», «Евгений Онегин» Пушкина, «Казначейша», «Сашка» Лермонтова. Кроме того, существуют жанры, которые одинаково часто пишутся как в прозе, так и в стихах (сказка).
В число литературных жанров, традиционно относимых к прозе, входят биография, манифест, новелла, очерк, парабола, повесть, притча, рассказ, роман, эпопея, эссе и др.

### Биография
- Биография — сочинение, в котором излагается история жизни и деятельности какого-нибудь лица[8]. Описание жизни человека; жанр исторической, художественной и научной прозы. Современная биография (например, серия «Жизнь замечательных людей») выявляет историческую, национальную и социальную обусловленность, психологический тип личности, её причинно-следственные связи c социокультурным миром[9].

### Манифест
- Манифест — это программное высказывание в прозаической форме, связанное с эстетическими принципами определённого литературного направления, течения, школы, группы. Термин получил распространение в XIX веке, является довольно широким по своему значению, вследствие чего является условным и применимым к целому ряду литературных явлений — от развернутых деклараций до серьёзных эстетических трактатов, статей, предисловий. В некоторых случаях эстетические выступления писателей и литературных критиков носят характер литературных манифестов, оказывая непосредственное воздействие на историко-литературный процесс, несмотря на то, что некоторые декларации в форме манифеста оказываются кратковременными и маловлиятельными. Порой литературные манифесты и реальное содержание литературной школы не совпадают. В целом манифесты представляют собой тот или иной результат живой общественной жизни, отражающей и идейно-эстетические поиски, и процесс формирования новой литературы[10].

### Новелла
- Новелла — литературный малый повествовательный жанр, сопоставимый по объёму с рассказом (что даёт иногда повод для их отождествления), но отличающийся от него генезисом, историей и структурой[11]. В новелле большая насыщенность событиями, чётче фабула, отчетливей поворот сюжета, приводящий к развязке. По сравнению с более развёрнутыми повествовательными формами (повесть или роман), в новелле немного действующих лиц и одна сюжетная линия (реже несколько) при характерном наличии какой-то одной проблемы. Восходит к фольклорным жанрам устного пересказа в виде сказаний или поучительного иносказания и притчи. Рассказам одного автора свойственна циклизация. В традиционной модели отношений «писатель-читатель» рассказ, как правило, публикуется в периодическом издании; накопленные за определённый период произведения затем издаются отдельной книгой как сборник рассказов. Типичная структура классической новеллы: завязка, кульминация, развязка. экспозиция факультативна. Ещё романтики начала XIX века ценили в новелле неожиданный «соколиный» поворот, так называемый «пуант», который соответствует в поэтике Аристотеля моменту узнавания, или перипетии. В связи с этим Виктор Шкловский отмечал, что описание счастливой взаимной любви не создаёт новеллу, для новеллы необходима любовь с препятствиями: А любит Б, Б не любит А; когда же Б полюбила А, то А уже не любит Б[12].

### Очерк
- Очерк — это разновидность малой формы эпической литературы, отличная от другой её формы, рассказа, отсутствием единого, быстро разрешающегося конфликта и большой развитостью описательного изображения. Оба отличия зависят от особенностей проблематики очерка. Он затрагивает не столько проблемы становления характера личности в её конфликтах с устоявшейся общественной средой, сколько проблемы гражданского и нравственного состояния «среды». Очерк может относиться и к литературе, и к публицистике[13][14].

### Парабола
- Парабола — (от греч. — сравнение, сопоставление, подобие) иносказательное нравоучение; термин, обозначающий близкую притче жанровую разновидность в прозе и драматургии XX века, хотя парабола, как краткая иносказательная история поучительного содержания, известна ещё со времён античности, часто встречается в христианской литературе. Это особая форма повествования, которое движется как бы по кривой (параболе): начатый с отвлечённых предметов, рассказ постепенно приближается к главной теме, а затем вновь возвращается к началу, как, например, Притча о блудном сыне в Новом Завете. Книга парабол в качестве составной части входит в «Западно-восточный диван» Гёте, как рассказ аллегорического характера встречается в европейской и русской романтической литературе. Близость к жанру параболы, многочисленные параболические вкрапления отмечаются во многих произведениях современной литературы. Парабола — неоднозначный для русского литературоведения термин, поскольку является переводным и часто заменяется термином «притча». Но есть и принципиальные различия, понять которые можно, рассмотрев несколько важнейших источников и проанализировав их различия. В отличие от притчи, парабола не подавляет предметной, ситуативной основы произведения. Если в евангельской, например, притче главное — это иносказательный план, объяснение простой по сути фабулы с точки зрения христианской морали, то в параболе оба плана равноважны. Это во многом и определяет характер жанра параболы в XX веке[15].

### Повесть
- Повесть — произведение эпической прозы, близкое к роману, тяготеющее к последовательному изложению сюжета, ограниченное минимумом сюжетных линий. Изображает отдельный эпизод из жизни; от романа отличается меньшей полнотой и широтой картин быта, нравов[16]. Не имеет устойчивого объёма и занимает промежуточное место между романом, с одной стороны, и рассказом или новеллой, с другой. Тяготеет к хроникальному сюжету, воспроизводящему естественное течение жизни. В Древней Руси «повесть» означала любое прозаическое повествование, в отличие от поэтического. Старинное значение термина — «весть о каком-то событии» — указывает на то, что этот жанр вобрал в себя устные рассказы, события, которые лично видел или о которых слышал рассказчик. Важным источником старорусских «повестей» являются летописи («Повесть временных лет» и др.). В древнерусской литературе «повестью» называли всякое повествование о каких-либо действительных событиях («Повесть о нашествии Батыя на Рязань», «Повесть о Калкской битве», «Повесть о Петре и Февронии» и др.), чья достоверность и актуальная значимость (ценностная доминанта) не вызывали сомнения у современников. Сюжет классической повести, законы которого сложились в реалистической литературе второй половины XIX века, обычно сосредоточен вокруг образа главного героя, личность и судьба которого раскрываются в пределах немногих событий, в которых он принимает непосредственное участие. Побочные сюжетные линии в повести (в отличие от романа), как правило, отсутствуют, повествовательный хронотоп сконцентрирован на узком промежутке времени и пространства. Количество персонажей в повести, в целом, меньше, чем в романе, причем характерное для романа четкое разграничение между главными и второстепенными персонажами в повести, как правило, отсутствует или это разграничение несущественно для развития действия. Сюжет реалистической повести часто связан со «злобой дня», с тем, что повествователь наблюдает в социальной действительности и что воспринимается им как злободневная реальность. Иногда одно и то же произведение сам автор характеризовал в различных жанровых категориях. Так, Тургенев сначала называл «Рудина» повестью, а затем — романом. Названия повестей часто связаны с образом главного героя («Бедная Лиза» Н. М. Карамзина, «Рене» Р. Шатобриана, «Неточка Незванова» Ф. М. Достоевского) или с ключевым элементом сюжета («Собака Баскервилей» А. Конан Дойла, «Степь» А. П. Чехова, «Уездное» Е. И. Замятина и др.).

### Притча
- Притча — это небольшой рассказ в стихах или прозе в аллегорической, назидательной форме. Реальность в притче явлена вне хронологических и территориальных примет, без указания конкретных исторических имен действующих лиц. Притча обязательно включает объяснение аллегории, чтобы читателю был ясен смысл иносказания. Несмотря на схожесть с басней, притча претендует на общечеловеческое обобщение, не обращая порой внимания на частные вопросы. Притча также является жанром эпоса: небольшого повествовательного произведения назидательного характера, содержащего религиозное или моральное поучение в иносказательной (аллегорической) форме. Основным источником притчевых структур в европейской литературе является Новый Завет. В Ветхом Завете нет ещё того чёткого жанрового образования, которое принято называть притчей. Отдельные сюжеты, например, об Иове, Аврааме и т. д. тоже можно условно назвать притчами, но в них ещё нет окончательного разделения времени и вечности, принципиально отличающего евангельскую притчу. Также притча была популярным эпическим жанром в литературе XIX—XX веков, в основе которого лежал принцип параболы; характеризуется предельной заострённостью главной мысли, выразительностью и экспрессивностью языка. К жанру притчи обращались Лев Толстой, Франц Кафка, Бертольд Брехт, Альбер Камю и др[17]. Именно в XX веке появился термин «роман-притча»[18]. В зарубежной литературе XX века авторами, критиками и искусствоведами к произведениям такого характера принято относить, например, роман-притчу Т. Уайлдера «Мост короля Людовика Святого» (1927), философские аллегорические романы и повести-притчи П. Лагерквиста, например, «Палач» (1933), У. Голдинга «Повелитель мух» (1954) и др., И. Кальвино «Раздвоенный виконт» (1952), «Барон на дереве» (1957) и др., «Старик и море» Э. Хемингуэя (1952) — реалистическую повесть с «притчевым» подтекстом, романы «Притча» У. Фолкнера (1954), «Homo Faber» (1957), «Назову себя Гантенбайн» (1964) Макса Фриша, многие пьесы Бертольда Брехта, в частности «Добрый человек из Сычуани» и «Карьера Артуро Уи»[19], различные утопии и антиутопии, например, «1984» (1949) и «Скотный двор» (1945) Дж. Оруэлла, «Ценой потери» (1961) Г. Грина. Также можно вспомнить и философский роман Станислава Лема «Солярис» (1961), «Кентавр» Дж. Апдайка, антифашистский, с христианскими аллюзиями роман Ф. Шанты «Пятая печать», «средневековые» повести Е. Анджеевского «Тьма покрывает землю» и «Врата рая» и т. д. В русскоязычной литературе притчеобразной поэтикой, ориентированной на изначальные, архетипические образы природы и человека, обладает, например, проза А. Платонова («Котлован», «Река Потудань», 1937). Возродилась эта тенденция только в 1970-е годы в повестях Василя Быкова и Чингиза Айтматова. Даже этот небольшой список показывает, насколько важны в литературе XX века иносказательные, обобщенные формы и «вечные», универсальные темы и образы.

### Рассказ
- Рассказ — малая эпическая жанровая форма художественной литературы — небольшое по объёму изображённых явлений жизни, а отсюда и по объёму своего текста[20].

### Роман
- Роман — большое по объёму повествовательное произведение со сложным и развитым сюжетом[21].

### Эпопея
- Эпопея — монументальное по форме эпическое произведение, отличающееся общенародной проблематикой[22]. В историко-литературной науке с XIX века термин эпопея часто употребляется в расширенном значении, охватывающем любое крупное произведение, обладающее признаками эпического построения. В этом смысле различают «романы-эпопеи», где главные герои описываются на фоне крупных событий исторического значения: «Война и мир» Л. Н. Толстого, «Тихий Дон» М. А. Шолохова. В «героико-романических эпопеях» главные герои активно и целенаправленно участвуют в важных исторических событиях, в процессе которых происходит становление их личности: «Пётр I» А. Н. Толстого[23]. Отдельно выделяют «нравоописательные эпопеи» прозаической направленности, масштабно повествующие о комическом состоянии национального общества: «Гаргантюа и Пантагрюэль» Франсуа Рабле, «Мёртвые души» Н. В. Гоголя, «Остров пингвинов» Анатоля Франса[23].

### Эссе
- Эссе — прозаическое сочинение небольшого объёма и свободной композиции, выражающее индивидуальные впечатления и соображения по конкретному поводу или вопросу и заведомо не претендующее на определяющую или исчерпывающую трактовку предмета[24].